# SWIG
SWIG (ang. Simplified Wrapper and Interface Generator) – wolne oprogramowanie używane do łączenia programów lub bibliotek napisanych w językach programowania C/C++ z językami skryptowymi takimi jak JavaScript, Lua, Octave, Perl, PHP, Python, R, Ruby, Scilab, Tcl, a także językami programowania Java, C#, D, Go, Guile, Ocaml i Racket.